# Ève Gran-Aymerich

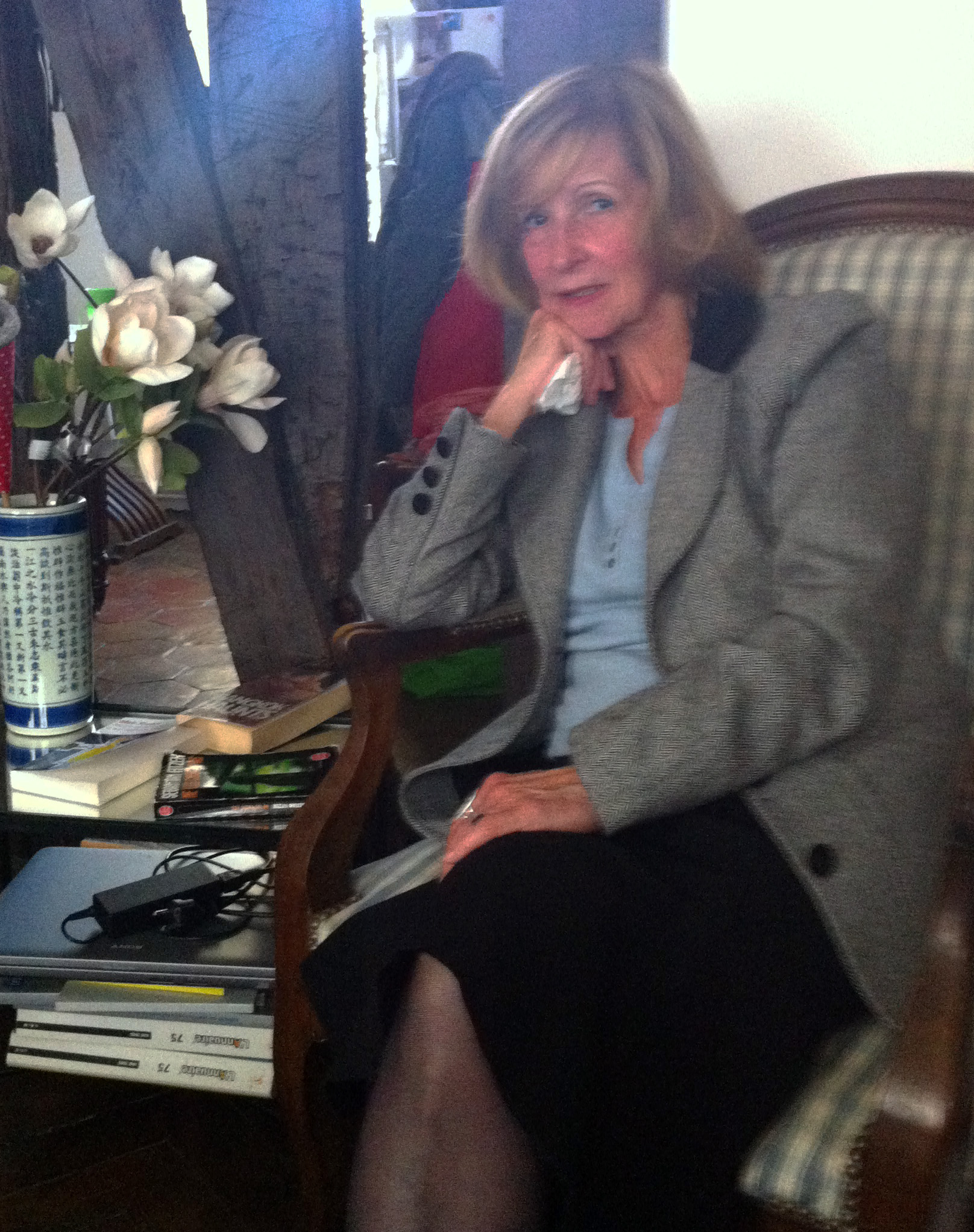
Ève Gran-Aymerich 2014

Ève Gran-Aymerich (* 22. Juli 1947 in Paris) ist eine französische Archäologin und Historikerin. Sie befasst sich insbesondere mit der Geschichte der Archäologie im 19. und der ersten Hälfte des 20. Jahrhunderts.

## Leben und Werk
Nach dem Studium der Lettres classiques (Klassische Philologie, Geschichte und Philosophie) an der Sorbonne verteidigte sie 1994 an der Universität Paris IV eine von Alain Hus betreute Thèse de doctorat über die Geschichte der französischen Archäologie der Jahre 1798 bis 1945 im Mittelmeerraum und im Vorderen Orient im internationalen Kontext vor. Die Arbeit erschien 1998 unter dem Titel Naissance de l’archéologie moderne. 1798–1945. In Ergänzung dazu verfasste sie ein umfangreiches Lexikon zu den bedeutendsten europäischen Altertumswissenschaftlern derselben Epoche, das 2001 publiziert wurde und auf dem Gebiet ein unverzichtbares Arbeitsinstrument darstellt. Sie war als Forscherin am CNRS und danach bei der Académie des Inscriptions et Belles-Lettres tätig.
In ihren Arbeiten geht es um die Entstehung und die Arbeit der französischen altertumswissenschaftlichen Forschungseinrichtungen in Frankreich selbst wie im gesamten Mittelmeergebiet. Sie betrachtet dabei die Geschichte der Archäologie und der Altertumswissenschaft stets in einem internationalen Kontext, sei es im Hinblick auf die Einflüsse der großen Politik (die Orientfrage des 19. Jahrhunderts, die Entstehung der Kolonialreiche, die europäischen und die Weltkriege), sei es im Hinblick auf den Austausch zwischen den Wissenschaftlern der europäischen Länder. Auf Grund des umfangreichen, von ihr erschlossenen Archivmaterials aus öffentlichen Akten und Korrespondenzen der beteiligten Gelehrten kann sie als eine der führenden Forscherinnen Frankreichs auf diesem Gebiet bezeichnet werden. Insbesondere ist sie auch eine herausragende Spezialistin auf dem Gebiet der Beziehungen zwischen deutschen und französischen Altertumswissenschaftlern.
Ève Gran-Aymerich  erhielt 1991 den Prix François Millepierres der Académie française und 1992 den Prix de la Société d’entraide de la Légion d’Honneur.
Verheiratet ist sie mit dem Archäologen Jean Gran-Aymerich.

## Veröffentlichungen (Auswahl)
- Jane Dieulafoy. Une vie d’homme. Librairie académique Perrin, Paris 1991.
- Naissance de l’archéologie moderne. 1798–1945. CNRS Éditions, Paris 1998, ISBN 2-271-05570-9 (spanische Ausgabe: El nacimiento de la arqueologia moderna 1798–1945. Prensas Universitarias, Zaragoza 2001).
- Dictionnaire biographique d’archéologie (1798–1945). Préface de Jean Leclant, avant-propos de André Laronde, CNRS Éditions Paris 2001, ISBN 2-271-05702-7.
- Les Chercheurs de passé. 1798–1945. Aux sources de l’archéologie. (Zweite, kombinierte Auflage von Naissance de l’archéologie moderne. 1798–1945 und Dictionnaire biographique d’archéologie (1798–1945)), CNRS Éditions, Paris 2007, ISBN 978-2-271-06538-4 (Digitale Ausgabe).
- mit Jürgen von Ungern-Sternberg: L’Antiquité partagée. Correspondances franco-allemandes (1823–1861). Karl Benedikt Hase, Désiré Raoul-Rochette, Karl Otfried Müller, Otto Jahn, Theodor Mommsen (=Mémoires de l’Académie des inscriptions et belles-lettres 47). Paris 2012, ISBN 978-2-87754-272-2.